# Puzzle Bobble (jeu vidéo)
Puzzle Bobble (パズルボブル, Pazuru Boburu), (Bust-a-Move aux États-Unis) est un jeu vidéo de puzzle développé et édité par Taito en 1994 sur Taito System B en juin, sur Neo-Geo MVS en décembre et sur Neo-Geo CD en 1995 (NGM 083),, et a été porté sur de nombreux supports. C'est le premier jeu de la série Puzzle Bobble.

## Système de jeu
Les bulles sont également soumises à la pesanteur: lorsque des bulles ne sont plus rattachées aux plafond, elles tombent et disparaissent. Cette particularité permet de déclencher des réactions en chaînes, et ainsi rapporter encore plus de points.
Certaines bulles bonus permettent également, lorsqu'on les touche, d'éliminer un grand nombre de bulles avoisinantes.